# Cloud Cam
Amazon Cloud Cam é uma câmera de segurança inteligente da Amazon, que possibilita assistir, baixar e compartilhar as últimas 24 horas registradas por ela, possui também controle de voz atrelado a assistente virtual Alexa
que mostrar a transmissão ao vivo em dispositivos da Amazon, como o Amazon Fire TV, Echo Show entre outros, tem suporte a aparelhos Android e iOS através de aplicativo próprio e, nos sistemas Microsoft Windows e macOS, através de web navegadores. A câmera possui visão noturna que é ativada automaticamente quando a iluminação está baixa e, notificações personalizáveis como detecção de pessoas.